# چشمه قیر دهلران

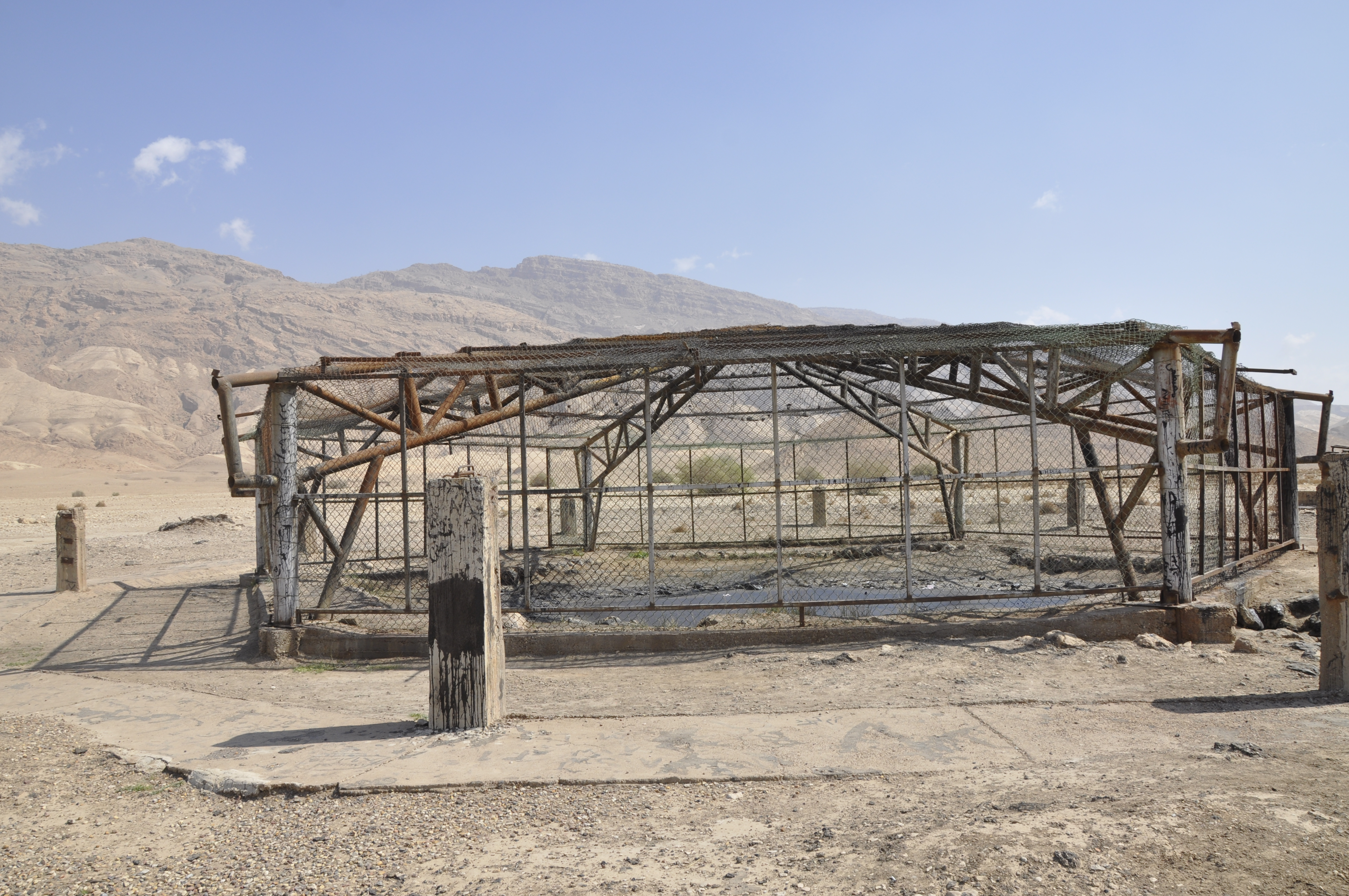
قیر دهلران

چشمه قیر دهلران یکی از عجایب طبیعی استان ایلام است. مساحت این چشمه که در ۷ کیلومتری شهر دهلران قرار دارد ۸۵ هکتار است و از یک چشمه اصلی و ۳ چشمه فرعی تشکیل شده و دهانه آن ۹ متر است.
چشمه قیر دهلران در فهرست آثار ملی ایران
ثبت شده است و اداره‌کل میراث‌فرهنگی استان ایلام مسئول مراقبت و حفاظت آن است.